# Шарапов Василь Андрійович
Василь Андрійович Шарапов (12 квітня 1905, місто Новомиколаївськ Томського повіту Томської губернії, тепер місто Новосибірськ, Російська Федерація — лютий 1952, тепер Республіка Казахстан) — радянський діяч, голова виконавчого комітету Новосибірської обласної ради депутатів трудящих, 1-й секретар Курганського обласного комітету ВКП(б). Депутат Верховної Ради СРСР 2-го скликання (1946—1950).

## Біографія
Народився в родині робітника. У 1917 році закінчив двокласне міське училище в місті Новомиколаївську. У травні 1918 — липні 1920 року — чорноробом на цегляному заводі № 2 міста Новомиколаєвська. У 1920 році вступив до комсомолу.
У липні 1920 — жовтні 1925 року — завідувач організаційного відділу, секретар партійного осередку Новомиколаївського губернського відділу профспілки будівельників.
Член РКП(б) з квітня 1923 року.
У жовтні 1925 — серпні 1927 року — секретар партійного осередку і завідувач сектору кадрів Новомиколаївської (Новосибірської) окружної спілки споживчих товариств «Обспілка».
У серпні 1927 — березні 1930 року — студент Урало-Сибірського комуністичного інституту імені Леніна в місті Свердловську.
У березні 1930 — жовтні 1931 року — член пропагандистської групи ЦК ВКП(б) у місті Лисьва Уральської області і в місті Черемхово Сибірського краю.
З жовтня 1931 по вересень 1932 року — завідувач навчальної частини, завідувач партійного відділення, з вересня 1932 по жовтень 1933 року — секретар партійного комітету Західносибірського вечірнього комуністичного університету імені Дзержинського в місті Новосибірську.
У жовтні 1933 — лютому 1935 року — начальник політичного відділу Родинської машинно-тракторної станції (МТС) Родинського району Західно-Сибірського краю.
У лютому 1935 — березні 1938 року — 1-й секретар Доволенського районного комітету ВКП(б) Західно-Сибірського краю (Новосибірської області).
У березні — липні 1938 року — 1-й секретар Наримського окружного комітету ВКП(б).
9 липня 1938 — 28 січня 1940 року — 2-й секретар Новосибірського обласного комітету ВКП(б).
11 січня — 25 травня 1940 року — голова виконавчого комітету Новосибірської обласної ради депутатів трудящих.
У 1940 — березні 1945 року — заступник народного комісара заготівель СРСР.
13 березня 1945 — липень 1947 року — 1-й секретар Курганського обласного і міського комітетів ВКП(б).
18 липня 1947 року Постановою ЦК ВКП(б) знятий з роботи з формулюванням «як такий, що не забезпечив керівництво і скомпрометував себе негідною поведінкою в побуті». Постанова була ухвалена на підставі доповідної записки від 15 червня 1947 року інспектора ЦК ВКП(б) Кузнєцова, який перевіряв Курганську парторганізацію і вказував у записці, що «Шарапов — працівник, який морально розклався. Він систематично п'є, не виходить на роботу по 2-3 дні підряд, зарекомендував себе неробою і ледарем. Абсолютно не веде ніякої роботи з апаратом».
У вересні 1947 — листопаді 1948 року — директора Алма-Атинського тресту конярських заводів Казахської РСР. У листопаді 1948 — лютому 1952 року — директор Казахстанського тресту конезаводів Міністерства сільського господарства СРСР.
Помер у лютому 1952 року.

## Нагороди
- орден Вітчизняної війни І-го ст.
- медаль «За доблесну працю у Великій Вітчизняній війні 1941—1945 рр.»
- медалі